# Joan Ángel Román
Joan Ángel Román Ollé (Reus, 18 mei 1993) is een Spaans profvoetballer. Hij tekende in juni 2015 een contract tot medio 2019 bij SC Braga, dat hem overnam van FC Barcelona.

## Clubvoetbal
Román met voetballen bij UE Santes Creus in zijn geboorteplaats en speelde vervolgens van 2006 tot 2009 in de jeugdteams van RCD Espanyol. In 2009 vertrok hij naar Manchester City, maar daar brak hij niet door. In 2012 contracteerde FC Barcelona hem voor het tweede elftal. Román maakte in september 2012 tegen CD Guadalajara zijn profdebuut. In 2014 speelde hij een halfjaar op huurbasis bij Villarreal CF. 
Roman tekende in juni 2015 een contract tot medio 2019 bij SC Braga, dat hem definitief overnam van Barcelona.

## Statistieken
| Seizoen         | Club            | Competitie         | Competitie | Competitie | Beker | Beker | Supercup | Supercup | Europa | Europa | Totaal | Totaal |
| Seizoen         | Club            | Competitie         | Wed.       | Dlp.       | Wed.  | Dlp.  | Wed.     | Dlp.     | Wed.   | Dlp.   | Wed.   | Dlp.   |
| --------------- | --------------- | ------------------ | ---------- | ---------- | ----- | ----- | -------- | -------- | ------ | ------ | ------ | ------ |
| 2012-2013       | FC Barcelona B  | Segunda División A | 22         | 3          | 0     | 0     | —        | —        | —      | —      | 22     | 3      |
| 2013-2014       | FC Barcelona B  | Segunda División A | 16         | 2          | 0     | 0     | —        | —        | —      | —      | 16     | 2      |
| 2013-2014       | → Villarreal CF | Primera División   | 2          | 0          | 0     | 0     | 0        | 0        | 0      | 0      | 2      | 0      |
| 2014-2015       | FC Barcelona B  | Segunda División A | 32         | 5          | 0     | 0     | —        | —        | —      | —      | 32     | 5      |
| 2015-2016       | SC Braga        | Primeira Liga      | 0          | 0          | 0     | 0     | —        | —        | —      | —      | 0      | 0      |
| Carrière totaal | Carrière totaal | Carrière totaal    | 72         | 10         | 0     | 0     | 0        | 0        | 0      | 0      | 72     | 10     |